# Octaviania malaiensis
Octaviania malaiensis är en svampart som först beskrevs av Corner & Hawker, och fick sitt nu gällande namn av Trappe, T. Lebel & Castellano 2002. Octaviania malaiensis ingår i släktet Octaviania och familjen Boletaceae.   Inga underarter finns listade i Catalogue of Life.